# Ландан
Ландан (нидерл. Landen — город и муниципалитет в Центральной Бельгии, провинция Фламандский Брабант.
Расположен в 30 км к юго-востоку от города Лёвен .

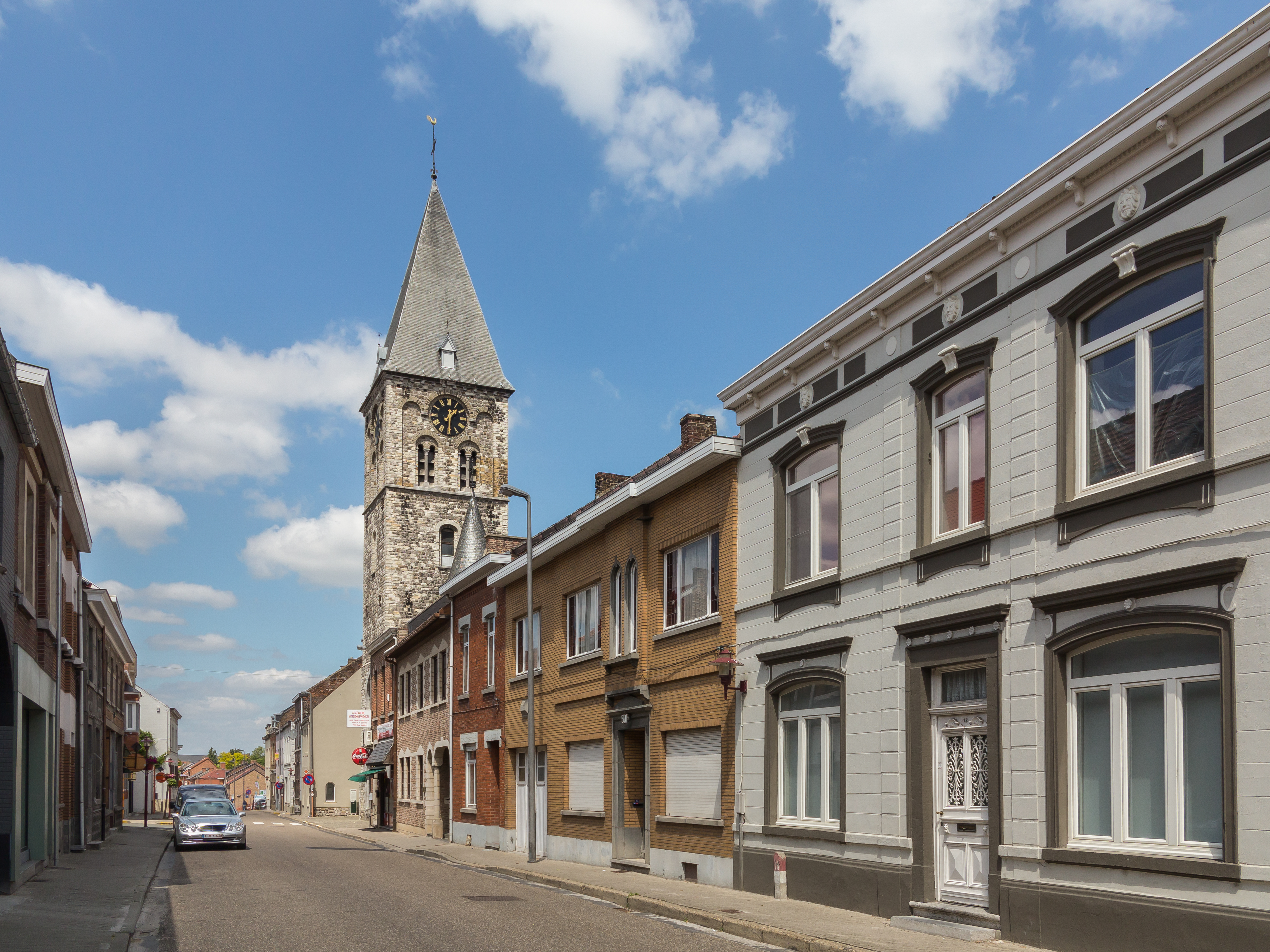
Церковь святой Гертруды

Муниципалитет включает собственно город Ланден и деревни Аттенховен, Эликсем , Эземаал, Лаар, Неерланден, Неервинден , Овервинден, Рамсдорп, Ваасмонт, Вальсбетс, Вальсхоутем, Ванге и Везерен.
Общая площадь составляет 54,05 км². В 2021 году здесь проживали 16051 человек. Плотность населения 296,7 человека на км².

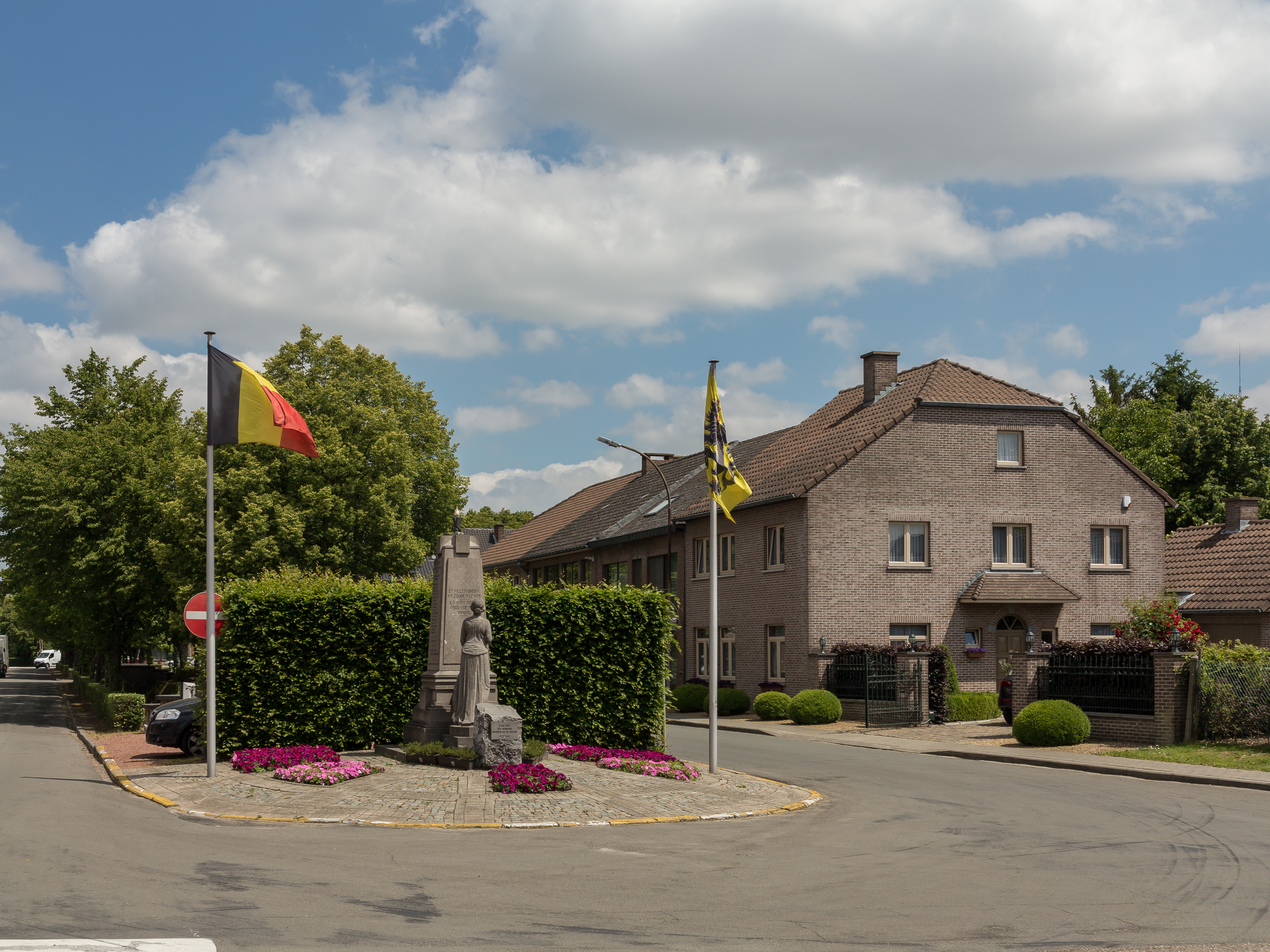
Памятник жертвам воен

## Демография
| Год                   | 1995   | 2000   | 2005   | 2010   | 2015   | 2020   | 2021   |
| --------------------- | ------ | ------ | ------ | ------ | ------ | ------ | ------ |
| Численность населения | 14 142 | 14 288 | 14 569 | 15 367 | 15 840 | 16 096 | 16 051 |

## Известные уроженцы
- Святая Бегга Анденская
- Святая Гертруда Нивельская
- Пипин Ланденский ( ок. 580—640) — майордом Австразии в 623 — 640 годах.